# Collegio di Portsmouth North
Portsmouth North è un collegio elettorale inglese situato nell'Hampshire rappresentato alla Camera dei comuni del parlamento del Regno Unito. Elegge un membro del parlamento con il sistema maggioritario a turno unico; l'attuale parlamentare è Amanda Martin del Partito Laburista, che rappresenta il collegio dal 2024.

## Estensione
- 1918-1950: i ward del County Borough di Portsmouth di Charles Dickens, Mile End, North End e Portsea.
- 1974-1983: i ward del County Borough di Portsmouth di Cosham, Farlington, Meredith, Nelson, North End, Paulsgrove, Portsea e St Mary and Guildhall.
- 1983-1997: i ward della Città di Portsmouth di Copnor, Cosham, Drayton and Farlington, Hilsea, Nelson e Paulsgrove, e i ward del Borough di Havant di Purbrook e Stakes.
- 1997-2010: i ward della Città di Portsmouth di Copnor, Cosham, Drayton and Farlington, Hilsea, Nelson e Paulsgrove.
- dal 2010: i ward della Città di Portsmouth di Baffins, Copnor, Cosham, Drayton and Farlington, Hilsea, Nelson e Paulsgrove.

Come il nome suggerisce, il collegio copre la parte settentrionale della città di Portsmouth, in Hampshire.

## Profilo
Il collegio ha redditi nella media nazionale e presenta un tasso di disoccupazione relativamente basso, se comparato alla media nazionale: alla fine del 2012 era del 2,3%, contro il 3,8% nazionale.
Insieme a Portsmouth West, il collegio predecessore, Portsmouth North è un segnalatore degli andamenti politici nazionali (e del vincitore nazionale delle elezioni), ed ha questa caratteristica sin dalle elezioni del 1966.

## Membri del parlamento
| Elezione | Elezione                    | Deputato           | Partito            |
| -------- | --------------------------- | ------------------ | ------------------ |
|          | 1918                        | Bertram Falle      | Conservatore       |
| 1934 (S) | Roger Keyes                 |                    | Conservatore       |
| 1943 (S) | Sir William Milbourne James |                    | Conservatore       |
|          | 1945                        | Donald Bruce       | Laburista          |
|          | 1950                        | Collegio abolito   | Collegio abolito   |
|          | 1974                        | Collegio ri-creato | Collegio ri-creato |
|          | Feb 1974                    | Frank Judd         | Laburista          |
|          | 1979                        | Peter Griffiths    | Conservatore       |
|          | 1997                        | Syd Rapson         | Laburista          |
| 2005     | Sarah McCarthy-Fry          |                    | Laburista          |
|          | 2010                        | Penny Mordaunt     | Conservatore       |
|          | 2024                        | Amanda Martin      | Laburista          |

## Elezioni

### Elezioni negli anni 2020
| Partito                    | Partito                                           | Candidato                  | Risultati 4 luglio 2024 | Risultati 4 luglio 2024 |
| Partito                    | Partito                                           | Candidato                  | Voti                    | %                       |
| -------------------------- | ------------------------------------------------- | -------------------------- | ----------------------- | ----------------------- |
|                            | Laburista                                         | Amanda Martin              | 14 495                  | 34,85                   |
|                            | Conservatore                                      | Penny Mordaunt             | 13 715                  | 32,97                   |
|                            | Reform UK                                         | Melvyn Todd                | 8 501                   | 20,44                   |
|                            | Lib Dem                                           | Simon Dodd                 | 3 031                   | 7,29                    |
|                            | Verdi                                             | Duncan Robinson            | 1 851                   | 4,45                    |
|                            |                                                   |                            |                         |                         |
| Iscritti                   | Iscritti                                          | Iscritti                   | 70 446                  | 100,00                  |
| ↳ Votanti (% su iscritti)  | ↳ Votanti (% su iscritti)                         | ↳ Votanti (% su iscritti)  | 41 593                  | 59,04                   |
| ↳ Astenuti (% su iscritti) | ↳ Astenuti (% su iscritti)                        | ↳ Astenuti (% su iscritti) | 28 853                  | 40,96                   |
|                            |                                                   |                            |                         |                         |
|                            | Esito: collegio passa da Conservatore a Laburista |                            |                         |                         |

### Elezioni negli anni 2010
| Partito                    | Partito                                   | Candidato                  | Risultati 12 dicembre 2019 | Risultati 12 dicembre 2019 |
| Partito                    | Partito                                   | Candidato                  | Voti                       | %                          |
| -------------------------- | ----------------------------------------- | -------------------------- | -------------------------- | -------------------------- |
|                            | Conservatore                              | Penny Mordaunt             | 28 172                     | 61,36                      |
|                            | Laburista                                 | Amanda Martin              | 12 392                     | 26,99                      |
|                            | Lib Dem                                   | Antonia Harrison           | 3 419                      | 7,45                       |
|                            | Verdi                                     | Lloyd Day                  | 1 304                      | 2,84                       |
|                            | Indipendente                              | George Madgwick            | 623                        | 1,36                       |
|                            |                                           |                            |                            |                            |
| Iscritti                   | Iscritti                                  | Iscritti                   | 71 299                     | 100,00                     |
| ↳ Votanti (% su iscritti)  | ↳ Votanti (% su iscritti)                 | ↳ Votanti (% su iscritti)  | 45 910                     | 64,39                      |
| ↳ Astenuti (% su iscritti) | ↳ Astenuti (% su iscritti)                | ↳ Astenuti (% su iscritti) | 25 389                     | 35,61                      |
|                            |                                           |                            |                            |                            |
|                            | Esito: collegio confermato a Conservatore |                            |                            |                            |

| Partito                    | Partito                                   | Candidato                  | Risultati 8 giugno 2017 | Risultati 8 giugno 2017 |
| Partito                    | Partito                                   | Candidato                  | Voti                    | %                       |
| -------------------------- | ----------------------------------------- | -------------------------- | ----------------------- | ----------------------- |
|                            | Conservatore                              | Penny Mordaunt             | 25 860                  | 54,78                   |
|                            | Laburista                                 | Rumal Khan                 | 15 895                  | 33,67                   |
|                            | Lib Dem                                   | Darren Sanders             | 2 608                   | 5,52                    |
|                            | UKIP                                      | Mike Fitzgerald            | 1 926                   | 4,08                    |
|                            | Verdi                                     | Ken Hawkins                | 791                     | 1,68                    |
|                            | Libertariano                              | Joe Jenkins                | 130                     | 0,28                    |
|                            |                                           |                            |                         |                         |
| Iscritti                   | Iscritti                                  | Iscritti                   | 71 422                  | 100,00                  |
| ↳ Votanti (% su iscritti)  | ↳ Votanti (% su iscritti)                 | ↳ Votanti (% su iscritti)  | 47 210                  | 66,10                   |
| ↳ Astenuti (% su iscritti) | ↳ Astenuti (% su iscritti)                | ↳ Astenuti (% su iscritti) | 24 212                  | 33,90                   |
|                            |                                           |                            |                         |                         |
|                            | Esito: collegio confermato a Conservatore |                            |                         |                         |

| Partito                    | Partito                                   | Candidato                  | Risultati 7 maggio 2015 | Risultati 7 maggio 2015 |
| Partito                    | Partito                                   | Candidato                  | Voti                    | %                       |
| -------------------------- | ----------------------------------------- | -------------------------- | ----------------------- | ----------------------- |
|                            | Conservatore                              | Penny Mordaunt             | 21 343                  | 47,10                   |
|                            | Laburista                                 | John Ferrett               | 10 806                  | 23,84                   |
|                            | UKIP                                      | Mike Fitzgerald            | 8 660                   | 19,11                   |
|                            | Lib Dem                                   | Darren Sanders             | 2 828                   | 6,24                    |
|                            | Verdi                                     | Gavin Ellis                | 1 450                   | 3,20                    |
|                            | TUSC                                      | Jon Woods                  | 231                     | 0,51                    |
|                            |                                           |                            |                         |                         |
| Iscritti                   | Iscritti                                  | Iscritti                   | 72 975                  | 100,00                  |
| ↳ Votanti (% su iscritti)  | ↳ Votanti (% su iscritti)                 | ↳ Votanti (% su iscritti)  | 45 318                  | 62,10                   |
| ↳ Astenuti (% su iscritti) | ↳ Astenuti (% su iscritti)                | ↳ Astenuti (% su iscritti) | 27 657                  | 37,90                   |
|                            |                                           |                            |                         |                         |
|                            | Esito: collegio confermato a Conservatore |                            |                         |                         |

| Partito                    | Partito                                           | Candidato                  | Risultati 6 maggio 2010 | Risultati 6 maggio 2010 |
| Partito                    | Partito                                           | Candidato                  | Voti                    | %                       |
| -------------------------- | ------------------------------------------------- | -------------------------- | ----------------------- | ----------------------- |
|                            | Conservatore                                      | Penny Mordaunt             | 19 533                  | 44,27                   |
|                            | Laburista                                         | Sarah McCarthy-Fry         | 12 244                  | 27,75                   |
|                            | Lib Dem                                           | Darren Sanders             | 8 874                   | 20,11                   |
|                            | UKIP                                              | Mike Fitzgerald            | 1 812                   | 4,11                    |
|                            | Democratici                                       | David Knight               | 1 040                   | 2,36                    |
|                            | Verdi                                             | Iain Maclennan             | 461                     | 1,04                    |
|                            | TUSC                                              | Mick Tosh                  | 154                     | 0,35                    |
|                            |                                                   |                            |                         |                         |
| Iscritti                   | Iscritti                                          | Iscritti                   | 70 363                  | 100,00                  |
| ↳ Votanti (% su iscritti)  | ↳ Votanti (% su iscritti)                         | ↳ Votanti (% su iscritti)  | 44 118                  | 62,70                   |
| ↳ Astenuti (% su iscritti) | ↳ Astenuti (% su iscritti)                        | ↳ Astenuti (% su iscritti) | 26 245                  | 37,30                   |
|                            |                                                   |                            |                         |                         |
|                            | Esito: collegio passa da Laburista a Conservatore |                            |                         |                         |

### Elezioni negli anni 2000
| Partito                    | Partito                                | Candidato                  | Risultati 5 maggio 2005 | Risultati 5 maggio 2005 |
| Partito                    | Partito                                | Candidato                  | Voti                    | %                       |
| -------------------------- | -------------------------------------- | -------------------------- | ----------------------- | ----------------------- |
|                            | Laburista                              | Sarah McCarthy-Fry         | 15 412                  | 40,86                   |
|                            | Conservatore                           | Penny Mordaunt             | 14 273                  | 37,84                   |
|                            | Lib Dem                                | Gary Lawson                | 6 684                   | 17,72                   |
|                            | UKIP                                   | Mike Smith                 | 1 348                   | 3,57                    |
|                            |                                        |                            |                         |                         |
| Iscritti                   | Iscritti                               | Iscritti                   | 62 861                  | 100,00                  |
| ↳ Votanti (% su iscritti)  | ↳ Votanti (% su iscritti)              | ↳ Votanti (% su iscritti)  | 37 717                  | 60,00                   |
| ↳ Astenuti (% su iscritti) | ↳ Astenuti (% su iscritti)             | ↳ Astenuti (% su iscritti) | 25 144                  | 40,00                   |
|                            |                                        |                            |                         |                         |
|                            | Esito: collegio confermato a Laburista |                            |                         |                         |

| Partito                    | Partito                                | Candidato                  | Risultati 7 giugno 2001 | Risultati 7 giugno 2001 |
| Partito                    | Partito                                | Candidato                  | Voti                    | %                       |
| -------------------------- | -------------------------------------- | -------------------------- | ----------------------- | ----------------------- |
|                            | Laburista                              | Syd Rapson                 | 18 676                  | 50,66                   |
|                            | Conservatore                           | Christopher Day            | 13 542                  | 36,73                   |
|                            | Lib Dem                                | Darren Sanders             | 3 795                   | 10,29                   |
|                            | UKIP                                   | William McCabe             | 559                     | 1,52                    |
|                            | Indipendente                           | Brian Bundy                | 294                     | 0,80                    |
|                            |                                        |                            |                         |                         |
| Iscritti                   | Iscritti                               | Iscritti                   | 64 226                  | 100,00                  |
| ↳ Votanti (% su iscritti)  | ↳ Votanti (% su iscritti)              | ↳ Votanti (% su iscritti)  | 36 866                  | 57,40                   |
| ↳ Astenuti (% su iscritti) | ↳ Astenuti (% su iscritti)             | ↳ Astenuti (% su iscritti) | 27 360                  | 42,60                   |
|                            |                                        |                            |                         |                         |
|                            | Esito: collegio confermato a Laburista |                            |                         |                         |

## Risultati dei referendum

### Referendum sulla permanenza del Regno Unito nell'Unione europea del 2016
|             | Collegio         | Lasciare UE % | Rimanere in UE % |
| ----------- | ---------------- | ------------- | ---------------- |
|             | Portsmouth North | 63,6%         | 36,4%            |
| Inghilterra | 53,3%            | 46,7%         |                  |
| Regno Unito | 51,9%            | 48,1%         |                  |